# Steklarna Hrastnik
Steklarna Hrastnik je delniška družba s sedežem v Hrastniku, ki proizvaja predvsem namizno steklo, specialno stekleno embalažo in steklo za svetila. Proizvodnja poteka strojno in ročno. Podjetje je staro več kot 150 let.

## Zgodovina
Na nastanek podjetja vplivalo več med seboj povezanih dejavnikov. 
Na splošno je vplivala na razvoj steklarstva v Zasavju želja lastnikov premogovnikov, da bi čim bolj in čimbližje izkopu izkoristili premog kot vir energije pri proizvodnji izdelkov. Želja je bila v sozvočju z namero upravitelja idrijskega rudnika živega srebra Hippmana, ki je za shranjevanje sublimata in precipitata za zdravilstvo želel sam izdelovati stekleno embalažo. Ker je ves les v okolici Idrije porabil rudnik, je za izgradnjo tovarne z Dunaja dobil dovoljenje šele za lokacijo v Zagorju; tam je bilo dovolj energenta (premog) in kremenčevega peska, pa tudi transportna pot (reka Sava) je bila v bližini. Steklarna je začela obratovati leta 1804, njeno obratovanje pa so pestile številne težave (kvaliteta izdelkov, rudniški požar in upad dobave premoga leta 1815 ali 1817) in je po tem prenehala obratovati. Poslovanje so obnovili okoli leta 1820.
Na Kozjanskem je zaradi obilice lesa od konca 18. stoletja delovalo več glažut, do danes 12, med njimi tudi v bližini Rogaške Slatine, kamor so leta 1928 prenesli proizvodnjo iz prej omenjene zagorske steklarne. Za razvoj hrastniške steklarne je pomembna glažuta v Polani pod Lisco. Delovati je pričela leta 1778, po letu 1801 so jo prestavili v Mišji dol pri Jurkloštru. Po smrti Franca Grohmana 1858 je glažuto prevzal zet Edvard J. Heider, inženir in ravnatelj tržaškega Llyoda. Predsednik tega Lloyda je z združbo veletrgovcev leta 1845 kupil hrastniški rudnik, in ker je Heider vedel, da so zastareli gozdni glažuti v Jurkloštru zaradi konkurence šteti dnevi, je leta 1858 od premogovnika v Hrastniku na začetku soteske Pekel, v bližini južne železnice, kupil zemljišče. Leta 1860 je v novozgrajeni tovarni z dvema talilnima, dvema hladilnima in šestimi drugimi pečmi začel s proizvodnjo enakih izdelkov kot prej v Jurkloštru (pivsko posodo, medicinsko steklo, gladko in brušeno steklo, kredno in kristalno steklo); istega leta je pričela obratovati tudi nova steklarna konkurenčne družbe v Zagorju. Zaradi odhajanja steklarjev je Heider bil že leta 1870 prisiljen steklarno prodati; kupec je bil Karl Franc Burger, zet lastnika kemične tovarne v Hrastniku. Nestalnost delavcev je bila razlog še za nekaj menjav lastništva, dokler upravljanja družbe leta 1903 ni od vdove Viljema Abela prevzel Franc Wieltschnigg (Vilčnik - po rodu iz Ziljske doline). Wieltschnigg je poslovanje zelo moderniziral in razširil, prodajo pa razprostrl širom v tujino, tudi preko oceanov. Zaradi uspešnosti poslovanja so leta 1913 Hrastničani kupili tudi zagorsko steklarno. 
V po prvi svetovni vojni nastali državi SHS so tovarno najprej pestile kadrovske težave (veliko steklarjev je bilo Nemcev in Čehov) in pomanjkanje surovin, po izgradnji več tovarn v Srbiji in na Hrvaškem pa tudi hiperprodukcija. Wieltschnigg je odšel, vodenje pa so zopet prevzeli Abelovi nasledniki in v sklopu Zedinjenih tovarn stekla na dionice kupili več tovarn po državi.
Leta 1945 so Steklarno Hrastnik nacionalizirali in leta 1946 ustanovili Slovenske steklarne Hrastnik in Rogaška Slatina; že leta 1947 pa se je Steklarna Hrastnik osamosvojila. Do leta 1960 so večino izdelkov proizvajali na podlagi kataloga iz leta 1939. Ena izmed novosti v tem času je bila steklenica za novo pijačo Cockta. V pričetku 1960.-ih so pričeli modernizirati proizvodnjo, leta 1973 pa uvedli prvo popolnoma avtomatizirano linijo za proizvodnjo steklenic in gostinskih kozarcev. V letih 1971 in 1972 so prešli na taljenje z električno energijo. V 1980.-ih je tovarna pokrila 80% jugoslovanskih potreb po kozarcih v gostinstvu in gospodinjstvih in 90% potreb po drobni embalaži v farmacevtiki, kozmetiki in prehrani.
Po slovenski osamosvojitvi (pa tudi nekaj let prej z zapiranjem jugoslovanskih južnih trgov) ter zaradi požara v skladišču leta 1990 so se za steklarno začeli težji časi. Program so razdelili na tri glavne sklope: program pogrnjena miza, program razsvetljavnih stekel in program drobna embalaža. V letih 1991-1996 so se preusmerili v vrhunske steklarske izdelke ter proizvodnjo prenovili. Razvijajo tudi lastne blagovne znamke. 
Preko lastninskega preoblikovanja podjetja ter prehajanja deležev je podjetje leta 2010 pristalo v večinski lasti Igorja Laha, podjetje pa od tega leta vodi Andrej Božič. Podjetje se v zadnjih letih s prenovo poslovanja navaja kot primer dobre prakse pri reševanju težav v poslovanju.